# Natioro
Le natioro (ou koo'ra, natjoro, natyoro) est une langue gur parlée à l'ouest du Burkina Faso, dans la région des Cascades et la province de la Léraba, particulièrement dans quatre villages situés à l’ouest de Banfora : Kawara et Timba, à l'ouest de Sindou ; Sindoukoroni et Dinaoro, au nord de Sindou. 
Natioro est le nom donné à la langue par les populations voisines (exonyme), tels que les Dioula et les Sénoufo. Eux-mêmes emploient le terme Samukune (endonyme).
Avec un nombre de locuteurs estimé à 2 400 en 1991, c'est une langue en danger (statut 6b).

## Dialectes
Les dialectes natioros:
| dialecte   | œil      | oreille | nez      | dent    | langue   | bouche | sang   | os       | arbre   | eau    | manger      | nom    |
| ---------- | -------- | ------- | -------- | ------- | -------- | ------ | ------ | -------- | ------- | ------ | ----------- | ------ |
| Dinaoro    | ɲã́ːpjá   | ɲã̀ŋwɛ̀ː  | mṹnṹpwã́ː | ɲĩ́nã́wã́  | nã́mã́sáː  | pɛ́lɛ́   | sjã̀ːmɪ̃́ | kàːkwɛ̀ː  | sṹmbèː  | lǔ     | àwɔ́lɪ́ː      | ɲĩ́nã́   |
| Timba      | ɲǎːpéjá  | ɲàŋwà   | mṹnṹpwã́  | ɲĩ́nã́ŋɟɛ̄ | nɛ̃́mɛ̃́sáː  | pɛ́lːɛ̄  | sjã́ːmĩ́ | kàːkwà   | súmwà   | lwā    | àʔɔ́lɪ̄       | ɲĩ́nã́   |
| Kawara     | ɲã̀pjá    | ɲã́wà    | mũ̀nūpwã́  | ɲĩ̀nāwã́  | nɛ̀mɛ̄sá   | pɛ̀lɛ́   | ʃã̀mí   | kàkwá    | súmwà   | lwá    | ǎwɔ́ljàbú    | ɲĩ̀ná   |
| Niansogoni | ɲĩ́kúpjé  | jɪ̀pã̌    | mṹnũ̀kũ̌   | ɲínːáː  | lámːjáː  | nã́     | tə́mǎ   | nã́ŋkwáː  | ʃjɛ̂     | nṹmṹː  | ìwɔ́nːã́      | ínːã́   |
| Negueni    | ɲĩ́kúpjéː | ĩ̀pã̌     | ɲũ̀nĩ̀kǐ   | hĩ̀ná    | ɲĩ́míjáː  | nã́ː    | tĩ́mã́ː  | nã́mkwáː  | sjě     | ɲĩ́mĩ́ː  | íwã̀nĩ̀       | ʔĩ́nːã́ː |
| Sourani    | jùgpjé   | jìpá    | múrkà    | jìrwɛ́   | nã̀mjá    | mùná   | tàgwá  | nàmákùrá | ʃjé     | nũ̀má   | kpìsíwōbòrá | mìrwá  |
| Farniagara | ɲã́pʊ̀ːnã́  | ífwã̀nã́  | ʔṹnṹfã̀nã́ | ĩ́ndáːnã̀ | nĩ́ŋsáːnã̄ | nã́ːnã̀  | tímĩ́nĩ́ | kʊ́kánã̄   | síːkénã́ | nĩ́mĩ́nĩ̀ | ɛ̀wòlòjɛ́     | ínã́ːnã̄ |

## Lexique
Lexique natioro selon Sawadogo (2002):
| français       | Dinaoro           | Timba           | Kawara           | Niansogoni     | Negueni       | Sourani        | Farniagara                   |
| -------------- | ----------------- | --------------- | ---------------- | -------------- | ------------- | -------------- | ---------------------------- |
| personne       | sámàná            | ɲĩ́nã́mbjá        | sàmíná           | nĩ́nã̀nã́         | nĩ́nã̀nã̌        | wùmɔ́           | fwánã̀                        |
| nom            | ɲĩ́nã́              | ɲĩ́nã́            | ɲĩ̀ná             | ínːã́           | ʔĩ́nːã́ː        | mìrwá          | ínã́ːnã̄                       |
| homme          | kʊ́jáː             | kʊ́já            | kùjá             | píːjé          | kpíːjé        | wìjé           | gbíːjénã̄                     |
| mari           | kʊ́jáː             | kʊ́já            | kùjá             | mpwɔ́           | pɔ́ːsìbě       | wìjé           | párâ                         |
| épouse         | câ                | cwā             | cúwâ             | kɪ́ːbɛ̄          | cɪ́bɛ̌          | kìjɛ̄           | ɟánã́                         |
| père           | sí                | sjà             | ʃjá              | nzí; nsú       | súsúbě        | ŋkjí           | síbé                         |
| mère           | nió               | njã̄             | njã́              | nṹ; nã̄         | nɲɔ̃́           | ná             | líbé                         |
| femme          | câː               | cwā             | cúwâ             | kɪ́ːbɛ̄          | cɪ́bɛ̌          | kìjɛ̄           | cánã̄                         |
| garçon         | kwiópṹmã́; kújépjá | kwǐpṹmã́         | kwĩ̀bmá           | píjépulbê      | kpíjépúrə́bě   | kèbé           | píjépònã́                     |
| fille          | cópjá             | cwápjá          | kàmá             | kɪ̄ːkɔlpjé      | cɪ́bʊ̀kɔ́ráː     | kíbsìjá        | kásánã̄                       |
| grande sœur    | pjɛ́kã̀mã̀           | kósócwā         | kòsócwā          | kɪ̀ːpìjē        | zìjá          | kìpjé          | nũ̄kásánã́                     |
| grand frère    | kósú              | kósó            | kōsókùjà         | kã̀mĩ́nã́         | zìjá          | sìjá           | zéːnã́                        |
| petite sœur    | kálàmã́            | kálə́mà          | kàlāmácwā        | kɪ̀ːpìjē        | vìjá          | fìjá           | nũ̄kásánã́                     |
| petit frère    | kálàmã́            | kálə̀mà          | kàlāmákùjà       | fìjá           | vìjá          | fìjá           | nfàmã́nã́                      |
| chef           | ìzì               | ʔíʃjá           | íʃjá             | bóːkòsùbé      | kṹmĩ́subě      | bùgōsòbíé      | jōzìbénã́                     |
| ancien         | sã́mã́ː             | sã́ːmã́           | sã́ːmã́            | kàʃjâ          | kàʃjǎ         | kàsíjá         | kásěnã́                       |
| guérisseur     | sũ̀ŋjàːnànâ        | sṹŋsṹnːã́        | wèʃìá            | síjàmjá        | sjɛ̃̄mbjáː      | sũ̀wājà         | sĩ̀nːĩ́nã́                      |
| forgeron       | fɔ̃́ːnã́             | fɔ̃́ːná           | fɔ̃́ːná; fwẽ́       | fʊ̀nːɪó         | fǔnːĩ́         | fùmá           | fṹnːĩ̀nã́; tùgùsĩ̀nːĩ̀nã́; fùgbã́n |
| balafoniste    | bámànàná          | bàmànà          | bã̀nkɛ́            | bɛ́mːàjá        | bámːàjáː      | bɛ̄màjá         | báːɲɔ̃̀nːĩ̀nã́                   |
| village        | jió               | jà              | já               | bóːkô          | bóːkóː        | bùgí           | jōnːã́nã́                      |
| case           | swā               | swā             | swā              | bâ             | báː           | bâ             | úkónːã̄                       |
| mur            | lɔ̀ɣɔ́wã̀            | lɔ̀ɣɔ́wã̀          | lɔ̀gɔ̄má           | bɔ́ːkwâ         | bɔ́kwǎ         | bìná           | úkùgùnã́ːnã̀                   |
| porte          | bóndáː            | bóːwã́           | swāpɛ̀lɛ́          | bònáná         | bénkáráː      | bínàgá         | bónːã́nã́                      |
| grenier        | bõ̀ndō             | bòndō           | bõ̀ndó            | tàbâ           | kàbǎ          | bùgūná         | tàmbǎnã́                      |
| toit           | swātʊ́ːgá          | swātʊ́ːgā        | swátùkà          | wíːjê          | bɔ́ːwíjéː      | sìsìrá         | ùjàmá                        |
| pagne          | pṹmàː             | pʊ̃́màː           | pũ̄má             | bílê           | blé           | blé            | gbéléfùːsíkã̀nã́               |
| boubou         | nzùpə̀màpã́         | wúsúp³ímá       | ūsúmàpã́          | símínlê        | símːélě       | sìmìɟá         | símbèlémpã̀nã́                 |
| sandales       | tɛ̄                | tɛ́              | sàmārà           | fàrbɛ́          | fàːbɛ́ː        | tàlmá          | fáːrɛ́n                       |
| bague          | sɛ́ːpjá            | sɛ̃́ːpjá          | sɛ̃́ːpjá           | ʔã̀mĩ̀ːpìjê      | klēŋgíɲã̀mĩ̀pjě | bàmūpíé        | jàmɪ̀sã́nã́                     |
| collier        | kólóŋgwɛ̄          | bóŋbèː          | kòwé             | kpɛŋgwɛmã̂      | kpɛ́ŋgúmǎ      | kã̀ŋgwɛ̀má       | �ɛ́ːŋ�ɛ́ŋ                      |
| fusil          | màrʊ́fwã̀ː          | mə̀rə́fã̄          | mɛ̀rɛ̄fã́           | kɪ̀rkâ          | kàrkǎ         | kìrká          | kàrə̀kànã́                     |
| flèche         | sʊ́râ              | sʊ́rá; pʊ́wã́      | pwã̀              | tábə̀làkwâ      | tə́blǎ         | wùʃé           | fṹndóːnã̄                     |
| arc            | tã̀bâ              | tã̀bâ            | tàbá             | tábàlà         | plúgúdpjé     | tìlìwá         | tábálánã̀                     |
| corde          | bíːwã́             | bjéŋwã́          | bìèwã́            | wĩ́ːɲã́          | wĩ́ɲã́ː         | wìjá           | wíːsã́nã̀                      |
| tisserand      | pṹmèsĩ̀nzànànã́     | pʊ́mːɛ́sĩ̀ŋzàrànã́  | kə́màsìnzàrànà    | kwɛ̀lɛ́ŋkɪ̀jáː    | kpɛ̀rɛ́nːã̌      | blūgìjá        | gbéléŋsèlènĩ́nã́               |
| calebasse      | swáː              | swáː            | swá              | kwǎ            | kwǎ           | kwá            | sʊ̀kánã́                       |
| panier         | bɔ̀bɔ́              | tèŋbē           | tèmbé            | nwáːnã́         | wáŋwáːnáː     | wã̀píé          | wóŋwáːnã̀                     |
| graisse huile  | néːzĩ́             | néːʃɛ̃̄           | nēsìã́            | wĩ́ɲâ           | wĩ́ɲáː         | wìjá           | nĩ́ːsã́nã́                      |
| lait de vache  | nã̄wɔ́lɔ́ntió        | náwólóŋdí       | náòlòndì         | nã̀wùlòmṹ       | náwʊ̀lʊ̀wĩ̌      | nɔ̀wɔ̄lmá        | nã́jɪ̀lánmín                   |
| sel            | wʊ́ŋgàː            | wǒŋgāː          | òŋgá             | kʊ̀pálâ         | kʊ̀pɛ́nːã̌       | kòplá          | kã́ːsã́nã̄                      |
| bâton          | tèkwá             | tə̀ːkwā          | kwá              | kpèlːú         | gbēnːĩ́ː       | gbèná          | kpèlénã́nã̄                    |
| daba           | sóɣɔ̃́              | sɔ́ːwá           | sɔ̀wá             | lɪ́ːkê          | líːkéː        | lìké           | ljánːã̄                       |
| hache          | fʊ̀râ              | fwǎ             | fwǎ              | fʊ̌ːnã̂          | fúːnã̌         | fùná           | fɔ̃́nã̀                         |
| champs         | tɔ̄                | tɔ̂              | tɔ́               | tʊ̀mʊ̀ŋkũ̀má      | wáːjé         | wàjé           | tɔ̀ːkĩ̀nĩ́                      |
| riz            | mṹː               | múwã̄            | mũ̀wã́             | mĩ̀ːbá          | bɛ̀ːbáː        | mìjá           | mã́ːɲĩ́n                       |
| gros mil rouge | sàŋsɔ̄             | sàːndɛ́          | sã̀ndɛ̄            | ságǎ           | ságáfɔ̀ːkǎ     | sàgákṹjà       | sɛ́ːrɛ̄n                       |
| petit mil      | ɲĩ̀nã̀wã̀j           | ŋĩ̀ː             | ɲĩ̀nāwã́           | jíːmṹ          | jìmí          | sàgáɲã̀ɲȭmá     | ĩ́wàrén                       |
| gombo          | lólósí            | lólósí          | lòlòsí           | kpã̀ːmã̂         | fʊ́kʊ́mã́ː       | gbàmá          | ndɔ̀lɛ́nɛ̃̄                      |
| arachide       | pàgàsígí          | páɣàsí          | pàràsí           | fʊ̌mːã́ː         | fʊ̀ːmã́ː        | fũ̀pjé          | jɔ́kàrɛ̄n                      |
| sésame         | ndùgùnĩ̂           | tòndòɣònā       | tõ̀ndōgónì        | bɛ̀ːndɛ́mã́       | bɛ̀ndɛ́mã̌       | øndàpàmà       | mbàlã̀mbíjɛ̄n                  |
| fonio          | fénáː             | féːnã́           | fèná             | foŋkʊ́mʊ́ː       | fóŋgí         | fòŋké          | féːŋjén                      |
| maïs           | jéndɛ̀             | jɛ́ndɛ́           | jɛ̀ndɛ́            | jɔ́ɣɔ́sàkà       | nɔ̃́sàgàbɛ̌      | ɲõ̀gōsàgápjé    | jɔ́ɣɔ́sɛ̀ːrɛ́n                   |
| arbre          | sṹmbèː            | súmwà           | súmwà            | ʃjɛ̂            | sjě           | ʃjé            | síːkénã́                      |
| forêt          | wɔ́rɔ́              | ʔɔ̌ː             | lòzǒ             | wɔ́ːnːã́         | wǎ            | wɔ̀wɛ̄           | wɔ́rɔ́nã́                       |
| bois à brûler  | ŋgwɛ̌              | ŋ́gwē            | ŋ́gwè             | kɪ̀nːã̂          | kìmá          | kĩ̀kūlá         | kã́ŋjɛ́nɪ́                      |
| herbe          | kànã̀ŋzĩ̄           | kã́názjã́         | kánáʒá           | sɔ́káː          | sɔ́káː         | sùgá           | sɔ̀gɔ́sàná                     |
| karité         | wâ                | wā              | wà               | wâ             | wáː; plòmí    | wàpūsé         | jákpɛ̀ní                      |
| fleur          | fjàkéː            | fjɛ̀gjɛ́          | fjɛ̀kjɛ́; flɛ̀rísí  | flɛ̀rmá         | wĩ̀bɛ̄          | flɛ̀rmá         | símũ̀ːnã̀ŋgèní                 |
| fruit          | nũ̀máɟɛ́            | jṹmã́ŋgáː        | sũ̀mbāwẽ́          | ópjé           | sìkũ̀ntĩ́mĩ́     | sìpísé         | sínũ̀ŋgènĩ́                    |
| feuille        | wɛ̌                | wě              | wé; sũ̀mbāwé      | wĩ̀ɲã̂           | ɲĩ̀bɛ̌          | wíjɛ́           | wĩ́ɲã̀ná                       |
| branche        | kɪ́láː             | kìlápjā         | kìlāpjá          | ɲĩ̀ŋklê         | klèpíjé       | níkàlá         | síkìláːná                    |
| écorce         | bjɛ̌ː              | ŋ́gɔ̀bá           | ønkáfàrá         | kã̂             | kǎ            | sàgwé          | kànkǎná                      |
| racine         | nã̀mpã́wã̀           | nã̀ŋwɛ̄           | nã̀mwɛ́; nàŋwɔ̂     | tã́             | tã́ŋsé         | sã̀sé           | sítʊ̀bánã́                     |
| animal         | nàfʊ́rɪ́ː           | nàfòré          | nàfòrió; kàwá    | pʊ́jnã̀nâ        | wɔ́mpwǎ        | nàmbá          | fíɲĩ̀nĩ̀ɲɛ̃́nɪ́                   |
| chien          | pómbjá            | pǒwã̄            | pǒwã́             | pə́nã̂           | pə́rã́ː         | prã́            | fã́mã́nã́                       |
| vache          | nã́ŋɟwáː           | nã́ŋɟwàː         | nàɟwá            | nã́kjâ          | mákjà         | nàɟá           | nã́cànã́                       |
| cheval         | swǎ               | swǎ             | swǎ              | sũ̌wã́           | sũ̀wáː         | sòwã́           | súbálã́                       |
| mouton         | báːbáː            | báːbá           | bàbà             | bǎ             | nàfóːnĩ́ː      | bǎ; nàfũ̄ná     | bábánã́                       |
| chèvre         | pũ̀wã̄              | pṹːwā           | pũ̀wã́             | pʊ̀ːnũ̂          | pʊ̀ːnɪ̃̌         | pũ̀wã́           | fṹmːã́nã́                      |
| hyène          | jóːwã́             | jóːwã́           | jòwã́             | sòŋsòŋkónṹ     | sã̀ndògóníː    | sã̀ndōgòná      | sã̀ndũ̀ŋgóːnã́                  |
| porc           | jwáː              | jwáː            | jɔ̀wá             | pɪ̀bìnũ̂         | jìbìːnĩ́       | ífìná          | ìbrìnã́nã́                     |
| oiseau         | nũ̀mã̀mbjá          | nṹmáwã̄          | nùmūwã́           | lúːpjé         | lúːpjéː       | lùpjé          | pápɪ́ːnã̀                      |
| poule          | nwã̄               | nwā             | nwá              | pìjáː          | kpìjáː        | ɟá             | nṹmːã́nã́                      |
| araignée       | láŋwã́             | lǎːwã́           | làːwã́; lèsēwã́    | tàːlâ          | tɛ̀ːrǎ         | ntàlá          | ndàlánã́                      |
| termite        | tẽ́ːwã́             | těwã́            | tèwã́             | túːɲã́          | tĩ́ɲáː         | tùgé           | tʊ́ːsã́nã́                      |
| fourmi         | mṹnṹ              | mũ̀nã̄            | mũ̀ná             | jírípjê        | jìrpjé        | jìrpjé         | támĩ́sã́nã́                     |
| sauterelle     | ŋzɔ̀ɣɔ́ːwã̀          | zɔ̀ɣɔ́wã́          | zògōwã́           | tĩ́ntɛ̀ːnã́       | tĩ̀ntɛ̀ːnã́ː     | sõ̀zōgá         | síːmã́nã́                      |
| singe          | mèlâ              | mɛ̀ːlā           | mɛ̀lá             | mə̀nə̀bǎ         | wĩ̀nĩ̀bǎ        | pìmná          | mĩ́nĩ́sɛ̄n; káːnã̄               |
| lion           | jàrâ              | ɟàrá            | ɟàrá             | càrə́nã́ː        | cànːáː        | càrná          | nɟàránã́nã́                    |
| éléphant       | jàmpáː            | jàmbáː          | jàmbá            | jàmnã̌          | jàmə̀nǎ        | jàrá           | jànːã́nã́                      |
| serpent        | mʊ̀râ              | mwá             | mwǎ              | jákpǎ          | jákpáː        | jàkwá          | ʔʊ̀mã̀kã̀nã́                     |
| poisson        | ɲĩ́ŋzĩ́             | ɲĩ́ŋsĩ̄           | ɲĩ̀wá             | ɲĩ̀mpǒ          | ɲĩ̀mpǒ         | ɲĩ̀bǎ           | ʔĩ́mːã́nã́                      |
| aile           | gã̀mã̀ŋgwɛ̂          | kã́mágwa         | kàmāgwá          | kã̀mnǎ          | ūkàmūná       | ūkàmná         | kã̀mã̀nã́nã́                     |
| corne          | pɛ́ːwã́             | pjɛ̃́wã́           | pjéwã́            | pɪ́ːnã́          | kpĩ́ŋséː       | pũ̀mbá          | pə́ntáːnã̄                     |
| œuf            | kṹŋzɛ̂             | kṹŋzɔ̄           | kṹsɔ̀; fũ̀zɔ́       | kʊ̀sʊ̀ɲã̌         | kpíːkùsùwã̌    | kùsúwɛ̄         | kʊ̀ːsã́nã́                      |
| queue          | ã̀ŋzâ              | ã̀nzā            | ã̀nsá; kwã̀síá     | nàŋkpǎ         | nã̀ŋkpǎ        | nàkwá          | ɲã́ːsã̀nã́                      |
| viande         | kàːsɪ́ː            | kàːsí           | kàsí; kàːwá      | nã́mːã́          | nã̌mːã́ː        | nàmbá          | nã́mã́sã́nã̄                     |
| sang           | sjã̀ːmɪ̃́            | sjã́ːmĩ́          | ʃã̀mí             | tə́mǎ           | tĩ́mã́ː         | tàgwá          | tímĩ́nĩ́                       |
| os             | kàːkwɛ̀ː           | kàːkwà          | kàkwá            | nã́ŋkwáː        | nã́mkwáː       | nàmákùrá       | kʊ́kánã̄                       |
| corps          | fàrâ              | fàráː           | fàrá             | sɪ́ːnʊ́          | síːníː        | sìná           | sĩ́ŋfã̀ːnã́                     |
| peau           | fàrâ              | fàráː           | fàrá             | fárâ           | fǎ            | fàrǎ           | fáránã́                       |
| tête           | ŋgwáː             | kũ̀ŋgwā          | kũ̀kwá; kùŋgwá    | kóː            | kóː           | gbé            | kṹnã́                         |
| visage         | ɲĩ́nã̀sĩ́ː           | ɲĩ́nàpwã́ː        | nínàpwã́; ɲĩ̀nāpjá | ɲĩ́ŋkǎ          | ɲĩ́ŋkǎ         | ɲĩ̀ká           | ínã́nã̄                        |
| cheveux        | kũ̀ŋgũ̀nĩ́ː          | kṹŋgũ̀ní         | kũ̀ŋgūní          | kʊ́jìlːě        | kújìrě        | kūjìrmá        | kúʔùlùséní                   |
| poils          | wùlió             | wùlí            | wùlí             | jɪ́lːě          | jirímĩ̌        | jìrmá          | ʔúlúséní                     |
| nez            | mṹnṹpwã́ː          | mṹnṹpwã́         | mũ̀nūpwã́          | mṹnũ̀kũ̌         | ɲũ̀nĩ̀kǐ        | múrkà          | ʔṹnṹfã̀nã́                     |
| oreille        | ɲã̀ŋwɛ̀ː            | ɲàŋwà           | ɲã́wà             | jɪ̀pã̌           | ĩ̀pã̌           | jìpá           | ífwã̀nã́                       |
| œil            | ɲã́ːpjá            | ɲǎːpéjá         | ɲã̀pjá            | ɲĩ́kúpjé        | ɲĩ́kúpjéː      | jùgpjé         | ɲã́pʊ̀ːnã́                      |
| bouche         | pɛ́lɛ́              | pɛ́lːɛ̄           | pɛ̀lɛ́             | nã́             | nã́ː           | mùná           | nã́ːnã̀                        |
| dent           | ɲĩ́nã́wã́            | ɲĩ́nã́ŋɟɛ̄         | ɲĩ̀nāwã́           | ɲínːáː         | hĩ̀ná          | jìrwɛ́          | ĩ́ndáːnã̀                      |
| langue         | nã́mã́sáː           | nɛ̃́mɛ̃́sáː         | nɛ̀mɛ̄sá           | lámːjáː        | ɲĩ́míjáː       | nã̀mjá          | nĩ́ŋsáːnã̄                     |
| bras           | kɪ́láː             | kɪ́láː           | kìlá             | kə́lě           | kílê          | kàlá           | kɪ́lānːã́                      |
| jambe          | bɛ̃̌                | bǎ              | bá               | pã́nã́ː          | bàːmbáː       | pàná           | báːnã́                        |
| doigt          | kɪ́lámbwáː         | kɪ́lámbwà        | kìlāmwá          | kə̀lépjě        | kílépjě       | kàlpjé         | kɪ́làpjéːnã́                   |
| cou            | kɔ́sɔ́ŋkwáː         | kɔ́sɔ́wã́          | kɔ̀sɔ̄wã́           | kúsúwã́ː        | kúsúwã́ː       | kùsūwá         | kúsã́ːnã̀                      |
| poitrine       | kɛ̃̌ː               | kjɛ̃̌             | kjẽ̌              | nã̀ŋkɔ̀káː       | sṹmṹː         | kɔ̀gsɛ́          | kɔ́ːsɔ̃́nã̀                      |
| cœur           | sṹmāwã́ː           | sṹmã́wã́          | sũ̀mòwã̀; sũ̀māʃìã́  | súmṹː          | kɔ̀gɔ̀bɛ́ː       | sũ̀mbá          | sɔ́ːsã́nã̄                      |
| ventre         | ŋvǎː              | kɔ̃́ːʃjã̀          | kõ̀nʃìã́           | fʊ̀ːnâ          | ífúːnã̌        | fõ̀nǎ           | kùsóːnã́                      |
| bon            | pɛ̃́nə́mã́ŋgá         | pɛ̄nə̀màŋgà       | pɛ̀nɛ̀màŋgà        | kã́mə́nã́         | kã́mə́nĩ́        | kàmná          | kã̀njɛ̀                        |
| mauvais        | pɛ̃́nə́mã́ŋgálɪ́       |                 | wàkũ̄kàlé         | kámbɔ̀          | kã̀mbɔ̀         | kāmbò          | kámːò                        |
| dos            | sélíː             | séléː           | sélé             | nṹkṹ           | nṹkṹː         | mùnūgṹ         | sélénã́nã́                     |
| âme esprit     | ɲĩ̀nĩ́wã̄            | sṹmɔ̃́wã̄          | mã̀nɟǎ            | ɲĩ̄mìnú         | nĩ́mĩ́ní        | ɲĩ̀mná          | ìnã́nã́                        |
| vivant         | sí                | kájũ̀nṹ          | āná              | nĩ́ːnã́          | ɲĩ́ːnã́ː        | ēkùbɔ́          | níːnã́nã̄                      |
| mort           | kʊ́ːɣáː            | kʊ́ːgáː          | ākó              | kʊ́nːǎ          | kú            | kũ̀ná           | núːnã́nã́                      |
| ciel           | pɔ́lɔ́kɔ̀pjáː        | pɔ́lɔ́kɔ̀pjà       | ōlɔ̀gɔ̄pjá         | kènṹ           | cèní          | pã̀mbāwɛ́        | wálákóːnã́                    |
| soleil         | wióː              | wíːjá           | wíːjá            | wìjě           | wìjéː         | wìjě           | wíːkélã́                      |
| lune           | pʊ̀lâ              | wʊ̀lāː           | wùlá             | ĩ̀mnã̌           | ɲĩ̀mĩ̀nã̌        | ɲẽ̀ná           | ɪ̃́mɛ̃́nã́nã́                      |
| étoile         | pĩ́ndɛ́ː            | mṹndɛ́           | mũ̀ntɛ́            | pʊ̀sʊ̀wã́ː        | ùsùpjéː       | wòsōwá         | ʔɪ́mɛ̃́ntʊ́ːsã́nã̄                 |
| matin          | sṹnṹː             | sũ̄nːwã́          | sũ̄nwà            | sɛ̃̀nːáː         | sã̀nã́ŋgí       | sàná           | āsã̀nã́ː                       |
| jour           | jǒː               | jǒwá            | jǒwá             | ʊ̀tàːnã̌         | wìtàːnã́       | tɔ̀ná           | ājìrìké                      |
| nuit           | twã̂               | tɔ̃́wã̀            | twã̌              | tṹnːã̌          | túnáː         | túnà           | ātʊ̀nːã́                       |
| mois           | pʊ̀lâ              | wʊ̀lāː           | wùlá             | ĩ̀mnã̌           | ɲĩ̀mĩ̀nã̌        | ɲẽ̀ná           | ɪ̃́mĩ́ŋkũ̀ntʊ́ːnã̀                 |
| année          | jā                | jáː             | já               | jáː            | jáː           | já             | jɛ́ːnã̄                        |
| vent           | jã́ː               | jã́ː             | ɲã́               | ɲã̀ːnã̌          | ɲã̀ːnã̌         | ɲã̀ná           | ɲã̀ːnã́nã́                      |
| feu            | ŋgáː              | ŋgǎ             | ŋgâ              | wã̌             | wã̌            | wã̌             | jɪ́kã́nã́                       |
| fumée          | ŋdíː              | ŋzíjéwá         | ńʃèwá            | ɲã̀ŋɲĩ̀bě        | ɲã̀ŋɲĩ̀bě       | wùsūwé         | jāsěːnĩ́                      |
| eau            | lǔ                | lwā             | lwá              | nṹmṹː          | ɲĩ́mĩ́ː         | nũ̀má           | nĩ́mĩ́nĩ̀                       |
| pluie          | pɔ́lɔ́kɔ̂            | pɔ́lɔ́kɔ̄          | ʔɔ́lɔ́kɔ́           | wáláː          | wáláː         | wàlá           | wálɔ́ːnã́                      |
| terre          | tándɪ́ː            | táŋzjá          | táŋʒjá           | mã́ː            | mã́ː           | mã̀jã́           | máːsã́nã̀                      |
| nuage          | súgɛ̂ː             | ʃɪ́kāː           | sùkɛ́             | pɔ́mpâ          | pámpáːjē      | pã̀mbāwĩ̀ná      | pã́mpáːrɛ̀n                    |
| rocher         | ŋvã́ːwã́            | ŋ́váwã́           | tárá             | tǎː            | kàːkwě        | kèkūgé         | táːkṹnã́                      |
| sable          | fĩ̀ndáː            | táràwã́          | fĩ̀ndǎ            | sàːnǎ          | sàːnǎ         | sã̀ná           | sàŋkàːnã́nã́                   |
| poussière      | púsúwã́            | fũ̀ndɛ́           | ǹsũ̀wá            | pùsùbě         | ùsùbě         | ūsùwé          | ʔʊ̀sʊ̀sã́nã́                     |
| chemin         | wǎ                | wǎ              | wǎ               | àŋkúlá         | wóŋkláː       | nāŋgòlá        | wã́ːnã̀                        |
| fer            | sjã́ː              | sjã̄             | ʃìà              | kàːkwǎ         | kàkwǎ         | kàkwǎ          | kákʊ̀nã̀                       |
| blanc          | fóː               | fō              | kàfó             | fə̀ːkǎ          | fɔ̀ːkǎ         | kāfɔ̀ká         | kákàːnã́                      |
| noir           | póː               | póː             | kàpǒ             | pwǎ            | pwǎ           | kāpwá          | káfǒːnã́                      |
| chaud          | wàléká            | wàlə̀gà          | wã̄ːkà            | tĩ́mə́nã́         | tĩ̀mĩ̀nã̌        | tèná           | túgújɛ̀                       |
| froid          | mɛ̃́ːmã́ŋká          | mɛ̃̀ːmã̀ŋgà        | mɛ̄màŋgá          | tɪ́ːmã́nːã́       | nĩ́ntã̀mə̀nĩ̌     | tìmná          | tɪ̀mmɛ̃́                        |
| sec            | kpáːká            | kpáːgá          | wàkwàgá          | kpánã́          | kpànĩ́         | kpàrá          | kpɛ́                          |
| fort           | fã́kã́wáːsɪ́         | fã̀kã̄            | bàrkātìsé        | kwáːsĩ́nã̄       | kpàːsí        | fògná          | kpã́ːsíjé                     |
| faible         | kũ̀wíːkálē         | fwɛ́ːká          | fã̀ŋgātísìlé      | fáɣémnã̄        | kàlɛ̄sèbɔ̄      | kàlēsòwɔ́       | fàɣàmɛ̃́                       |
| grand          | làmũ̀ká            | làmʊ̀ɣá          | làmūgá           | lámə́nã́         | làm           | lán            | kàrìjɛ́                       |
| petit          | kápíːpjá          | kápíːpjā        | sã̀ŋgá            | tɪ́ːtɪ́          | sã́náː         | plé            | sã́ŋjɛ̃́                        |
| long           | làmũ̀ká            | làmʊ̀ɣá          | làmūgá           | làmnã̀          | làŋkpá        | lán            | kàrìjɛ́                       |
| court          | kpétèká           | kwédègā         | kpètēká          | kpérnṹ         | kpèté         | kwèrèmá        | kpéréŋjɛ́                     |
| vérité         | sɛ̃̌ɲã́              | sɛ̃̌ɲã̄            | wàsẽ́             | sɛ̀ːnã́          | sɛ̀ːnã́ː        | sɛ̀ná           | sĩ̂ŋkã̀nã́                      |
| mensonge       | làbárɪó           | cã́ː             | ākjã̌w            | nṹfèːkùrô      | lífòːkǒ       | kèfānːá        | nṹɣíŋnã́nã́                    |
| vendre         | ásɔ̃̀ɲɛ̃́             | ásɔ̃̀ɲáː          | ājã́swẽ̀ābú        | ìsúːnã́         | ǐsǔŋkéːnĩ́     | kpìsísùwāná    | ɛ̀sʊ̀ɣáŋjé                     |
| dormir         | àwɔ́lɔ́ː            | ǎwɔ́lɔ̄ː          | ɔ̌làːbú           | ìwɔ́lɔ́nã́        | íwɔ̀lɔ̀         | kpìsíwàlmāná   | ɛ̀jɔ̀rɔ̀ɲɛ̃́                      |
| large          | kã́pã́              | càrákà          | wàwàgáká         | lɛ́ːnã́          | lèː           | lɛ̀ná           | lɛ̀rɛ́                         |
| mince          | sã̀mã̀cè            | wã́sámàká        | ōwàgákàdé        | sɛ̃́nːã̄          | pìsìkɛ̀        | bìná           | pə̀ə̀̀kɛ̃̂                        |
| lourd          | kṹwíːká           | wĩ́ːgá           | wìká             | ɲĩ̄mĩ́ːnːã́       | ɲĩ̀mĩ̌          | ɲĩ̀míná         | jíbítújɛ̄                     |
| léger          | lègèndìká         | tũ̀wĩ́ːgálè       | ōtṹnwíkàlé       | fáɣə́mnã̄        | fàɣàmã́        | fàgmōná        | fàɣàmɛ̃́                       |
| loin           | láŋgàŋká          | láŋgàŋká        | làŋgàŋgà         | tʊ́ːnã́          | tùwó          | làmná          | tʊ́ráɲɛ̃̀                       |
| près           | bìː               | bìː             | wábì             | ténté          | tǎːkɔ́ː        | gwèrèmá        | kpíríjɛ́                      |
| aigu           | fɛ̃̀ːmàká           | fɛ̃́ːmàká         | fèmàgà           | fʊ́rə́kã́nã́       | pwá           | fūrkàná        | frìmɛ̃́ː                       |
| sale           | làŋkpáká          | làŋgbákà        | làmbákà          | jɪ́ːnã́          | jìː           | ɲĩ̀ná           | nũ̀gùmɛ̃́                       |
| pourri         | jɛ̀ːká             | jɛ̀ːká           | jègá             | jɛ́ːnã́          | jɛ̀            | jɛ̀ná           | jɛ̀ːká                        |
| droit          | télèŋká           | télèŋká         | tɛ́lèŋgà          | nã́ːmĩ́nːã́       | náːmːĩ̂        | nàmí           | nàːsèmĩ́ɲɛ̃́                    |
| courbé         | kɔ́ɣɔ́mã́ŋká         | kṹmã́ɣá          | kùtūrùká         | wájénã́         | kõ̀nkɛ̄ní       | wājèná         | kòlòmã̀mĩ́                     |
| vieux arbre    | kásó              | kásó            | wākɔ̀rká          | sɪ́ːnã́          | síː; kɔ̀rɔ̀ː    | sìná           | síːmĩ́ɲɛ̃̀                      |
| jeune vache    | wùsɪ́kàwʊ́lá        | sàːjṹmɔ̃́         | wākɔ̀rkálé        | sɪ́ːbɔ̄          | ítɔ̀kàːwũ̀nã̀    | sìwɔ́           | kɪ́ránã́nã́                     |
| manger         | àwɔ́lɪ́ː            | àʔɔ́lɪ̄           | ǎwɔ́ljàbú         | ìwɔ́nːã́         | íwã̀nĩ̀         | kpìsíwōbòrá    | ɛ̀wòlòjɛ́                      |
| boire          | ànɛ̃́ɲã̌             | ànɛ́ɲá           | ǎnjábú           | ìnínːã́         | ínĩ̀           | kpìsínìàná     | ɛ̀nĩ́béː                       |
| voir           | àɲã́ɲã̌             | àɲã́ɲã́           | āɲã̀ɲĩ́né          | ìɲɔ́ːnã̄         | iópjã́j        | ɲã̀ná           | ɛ̀ɲã́ːjɛ̂                       |
| regarder       | àsɛ́jǎ             | àʃɛ́já           | āʃìábú           | ìkjóːnã̄        | ícêːgì        | kpìsíkègèrá    | ɛ̀kéjɛ̂                        |
| compter        | átɔ̃̀ːmáɲɛ̃̌          | átɔ̀ːmɔ́ɲɛ̃́        | ātõ̀màbú          | ìpónːã̄         | ípònːĩ́        | kpìsíkàsōná    | àtʊ̀rɪ́jɛ́                      |
| donner         | àɲɔ̃́ɲã̌             | àɲɔ̃́ŋɲɛ́ː         | ǎɲõ̀bú            | ìnɔ̃́ːnã́         | íwùnã́         | kpìsíkwã̀ná     | ɛ̀nũ̀wɛ́ː                       |
| finir          | àbʊ́jǎ             | àbʊ́ːjó          | nã̀búbú           | ìkpísínːã́      | íkpìsàː       | kpìsíná        | ɛ̀kʊsáːjɛ́                     |
| monter         | àwǎ               | àwǎ             | nìwábú           | kálánã́         | íkànnè        | kānĩ̀ná         | ɛ̀jɛ̌ː                         |
| aller          | àsówè             | àswɪ́            | nìsóbú           | ìlǎːnã́         | ílâ           | làlá           | ɛ̀láːjɛ̄                       |
| partir         | àsówè             | àswɪ́            | nìsóbú           | ìlǎnã́          | ílâ           | làlá           | ɛ̀láːjɛ̄                       |
| venir          | àpâ               | àpâ             | āpènábú          | ìpánã́          | ìpánĩ́         | pàná           | ɛ̀pɛ̌                          |
| courir         | àlàŋzĩ̌            | ǎːláŋsɪ́         | ǎlã̀zóbú          | ìjálánã́        | ìjándéːnĩ́     | wànēná         | ɛ̀sʊ̀jɛ́                        |
| voler          | àlàŋgáŋɲã̌         | ǎːnã̄ŋgàjâ       | àlã̀nkáwóbú       | ìnáŋkáráná     | ìwĩ́ɲûːn       | nàŋgàrná       | ɛ̀nã̀ŋgǎnɛ̃́                     |
| frapper        | àkáléjá           | àkáléjâ         | āwàkálábú        | ìmɔ̃́ːnã́         | ìmã́ŋzèːnĩ̀     | màsēná         | ɛ̀jójɛ̌                        |
| casser         | àwɛ́sɛ́já           | àpɔ́sɪ́jâ         | ǎpɔ̀sóbú          | ìpókɪ̀ːnːã́      | ìpóːkión      | ùpwèná         | àtùgùsã̌ːjɛ́                   |
| couper         | àsɛ́ɲã́ː            | àsɛ̃́jɲã̂          | ǎwã̀sébú          | ìkùkíːnã́       | íkʊ̀ːkí        | kpìsígwèná     | ɛ̀ìnã́mĩ́jé                     |
| tuer           | àdíjâ             | àdijáː          | ǎwàlíbú          | ìljúːnːã̀       | pìsúljēní     | lwĩ̀ná          | ɛ̀líjɛ̌                        |
| mourir         | àkʊ̂               | àkō             |                  | ìkʊ́nã́          | ìkʊ́n          |                | ákʊ́jɛ̄                        |
| parler         | àwɔ́jâ             | ǎwɔ̀mǎː          | ǎwɔ̀mábú          | ìmánːã̄         | ìmã̀nân        | mã̄nèná         | ɛ̀mã́mɛ̄                        |
| pleurer        | àbô               | àbô; àkpɛ̄       | ǎkwɛ́bú           | ìjáːkánːā      | ìjákân        | jàgàná         | ɛ̀jákɛ̂                        |
| recevoir       | àkʊ́jːâ            | àtúlújâ         | āwàkóbú          | ìfjúːnā        | ìtúgúːn       | kàná           | àkàjɛ́ː                       |
| acheter        | àjájːâ            | àjáːjâ          | āwàjànábú        | ìfĩ́nã́          | jùfíjêːn      | fwũ̀jēná        | ɛ̀fɪ́ɲɛ̃̂                        |
| mordre         | àtájːâ            | àtáːjà          | āwàtábú          | ìwṹmúːnːã̄      | ìwúmùndéːnĩ́   | kpìsíkwàná     | ɛ̀ṹmːã́ːjɛ́                     |
| savoir         | àsṹmã́jâ           | àsṹmújã́         | nã̀gásũ̀mɛ̄bú       | ìsùmɔ̃̀ːnã́       | ìúsũ̀mànděːnĩ́  | sōmwàná        | ɛ̀sũwǎːjɛ́                     |
| tirer          | àʔáːlɪ́jâ          | ǎléjâː          | nɛ̀jālábú         | ìɲã́nṹːnã̄       | ìɲã́nɔ̃̂ːn       | kpìsíwàná      | ɛ̀jàlàkǎːjɛ́                   |
| se baigner     | àtʊ̌               | àtō             | ātójòbú          | ìkɔ́ŋsɔ́nã́       | ìkpísítwã̌ːn   | kpìsítwàná     | ɛ̀tʊ̀jɛ́                        |
| laver          | àtónĩ̂             | àtō             | āwàkpɛ̀sɛ́bú       | ìtʊ́nã́          | ìkpísítwǎn    | kpìsísàgásíéna | ɛ̀tʊ̀jɛ́                        |
| s'asseoir      | àwĩ́nĩ́ɲã́ːkĩ́nĩ́      | àtóːnĩ́          | ǎtòːníbú         | ìtɔ̀nːã́         | ìtɔ̀nːĩ́        | twàːná         | ɛ̀tòŋjɛ́                       |
| pousser        | àwĩ́nĩ́ɲã́ːkĩ́nĩ́      | àwṹnṹjâ         | āwõ̀wũ̀níbú        | ìsùsǔnːã́       | ìkpísítùsǎnːĩ́ | sìsàná         | ɛ̀wùrómbéː                    |
| jeter          | ǎkéréjáːkĩ́nĩ      | ǎkéréjâ         | āwàkèrébú        | ìfʊ́ːnã̄         | ìfǔːn         | fwàːná         | ɛ̀fɔ́ːnɛ̃̂                       |
| accrocher      | àblájâ            | ǎbàndàsjá       | āwàbã̀dásúbú      | ìwɔ́ːnínːã́      | ìkpísúpògōní  | kpìsítígàná    | ɛ̀tʊ́ránːɛ́bé                   |
| lever          | áwúsió            | ǎwùsɪ́ː          | āwàzúbú          | ìnǔsṹːnã́       | ìwĩ́ŋsóndéːnĩ́  | jínàsòná       | ɛ̀ɲũ̀swéː                      |
| construire     | àmã́ɲã̂             | àmã́ɲã̂           | ǎʃìàmábú         | ìmɔ́ːnːã̄        | ìkpísúmáːjén  | kpìsíjèːná     | ámáːjɛ̀ː                      |
| creuser        | àsɛ̃́ɲã̂             | àsɛ̃́ɲã́ː          | ǎwìlísúbú        | ìcɔ̃̀nã́          | ìkpísúcã̂n     | kpìsíkjàná     | àsʊ̀nːɛ̃́ː                      |
| tisser         | àsĩ́ŋzájâ          | àsĩ́zã́jâ         | āwàsĩ̀zɛ́bú        | ìkjúːnã̄        | ìkpísúkíjên   | kpìsíkìjèná    | ɛ̀sélíjɛ̂                      |
| attacher       | àpɔ̀ɣɔ̀lɪ́jâ         | àpɔ̀ɣɔ̀léjâ       | āwàpògōlóbú      | ìpùɣǒnã́        | ìkpísúpʊ́gʊ̌nĩ́  | kpìsípùgàná    | ɛ̀fɔ̀kǎːjɛ́                     |
| tomber         | àsĩ́nĩ̂             | àsĩ́nĩ̄ː          | āsìníbú          | ìcáːnːã̄        | ìcáːnːɛ̃́       | kjàːná         | ɛ̀sã́ːŋɲɛ̃́; àsáːmbè             |
| chanter        | àblã́wjɛ̀ː          | àblájàː         | ājàblábú         | ìwã́jǎnã́        | ìkpísíwân     | kpìsíjēmàwã́    | ɛ̀wã́jɪ́kánɪ̃́                    |
| sentir         | àtɔ́ɣô             | ànɛ̃́wɔ̀nũ̀mɔ̄       | ānùmāníbú        | ìnɔ̀ːlə̀bènũ̌nã́   | ìkpísúnàːní   | kpìsílòùmōuːná | ɛ̀nĩ̀nṹsã́nĩ́                    |
| penser         | ànĩ́ɲã̂             | àtɔ́ɣɔ́tàsé       | āmìríbú          | ikpìsímírìnɛ̀ná | kpísúbɔ̀ːkàn   | kpìsíbwàkàːná  | ɛ̌sũ̀ŋámẽ̀                      |
| attraper       | àtújâ             | àtʊ́ːwá          | āwòkóbú          | ìtúɣúːnã̄       | ìkpísútùgǔn   | kpìsítūgùná    | ɛ̀kàjɛ́ː                       |
| vomir          | àwéndió           | ǎwěnɪ́ː          | āwèníbú          | ìwóːnːã́        | ìkpísíwójěnːɛ̃́ | kpìsíwàːná     | ɛ̀wǒːmbéː                     |
| être debout    | ǎjǐkáʃjóŋ         | àtɔ́ːjìːɣá       | ājíbú            | ìjěnã́          | ìjǐn          | kpìsíjĩ̄dòːná   | ɛ̀jũ̀zwéː                      |
| tenir          | àtʊ́jâ             | àtʊ́ːjá          | āwòkóbú          | ìtúɣúːnã̄       | ìtúkúkěn      | tūgùná         | ɛ̀kájɛ́                        |
| danser         | àsɔ̂               | àsɔ̂             | ǎsɔ́bú            | ìsɔ́ːnːã́        | ìswáːn        | swàná          | ɛ̀swɛ̌                         |
| beaucoup       | làŋgárɛ̀ŋɟɛ́        | nàŋgárɛ̀ŋgɛ́      | nã̀ŋgārgɛ́         | fjã́ː           | fjã́ː          | ønfàná         | fjã́ː                         |
| peu            | kàkàːbɛ́           | jêːgɛ́           | ōnã̀ŋgārgàːlɛ̄     | cũ̄; fàːbɔ̄      | kpɛ̄bò         | ønvàbɔ́         | tũ̄ŋ                          |
| 1              | káːbà             | káːbà           | kābà             | pʊ́ːwò          | kàpó          | pɔ́             | káfā                         |
| 2              | ɲĩ́ndĩ́             | ɲĩ́ndí           | ɲĩ̀dí             | bǒ             | bǒ            | bɔ̌             | bá                           |
| 3              | táe               | tá              | tá               | tɪ́ː            | tĩ́ː           | tã́             | tã́ːré                        |
| 4              | ŋnáe              | nã́              | ná               | náːsó          | nã́ːsṹ         | nàsá           | náːré                        |
| 5              | sùsú              | sùsú            |                  | sùsú           | sùsú          |                |                              |
| 6              | ŋzàbɔ́             | ŋ̀zàːbɔ́          | nsàbɔ́            | sírìpò         | sírípò        | sùrpɔ́          | sĩ́nĩ́fà                       |
| 7              | téːndé            | déːndí          | tèndí            | sùrùntó        | sĩ́nĩ̄ntó       | sūrùdó         | sĩ́nĩ́nté                      |
| 8              | nã́ŋgànã́ŋgánĩ̀      | náŋgánáŋgánì    | nàŋgānàŋgádí     | sɪ̄ntɪ́ː         | sĩ̄ntí         | sĩ̀ntã́          | sɔ̄táːré                      |
| 9              | kâwó              | kāwɔ̀mṹ          | kàwũ̄mò           | sɪ́nːã́ːsṹ       | sínːáːsṹ      | sĩ̀nːá          | sɔ̄nːáːré                     |
| 10             | pwɔ̀ː              | pwɔ́ː            | pɔ́               | kã̀ːsã́          | kã̀ːsã́         | kã̀nːsú         | fɔ́                           |
| chat           | kɔ́lɪ́              | kɔ́lá; ŋ̀zòɣòlówã̀ | kɔ̀ljá            | kɔlːã̌          | kɔ́nːã̌         | kɔ̀ːná          | kɔ́lɔ́nã́nã́                     |
| âne            | kàfɛ̃̌              | kàfɛ̃́ːwã̀         | kàfẽ̄jã́           | fɪ̌nṹ           | fĩ̌nĩ́ː         | fìná           | fĩ́ŋnã́nã̄                      |
| chercher       | ànṹmã́ɲã̂           | ànṹmã́ɲã̂         | āwànàŋgábú       | ìjɔ́ːnĩnːã́      | ìɲɔ̂ːn         | kpìsíjwàná     | ɛ̀wéjáːɲɛ̃́                     |
| trouver        | àɲã́ɲã̂             | àɲã́ɲã́           | āɲã̀ɲã́bú          | ìɲɔ̃́ːnːã̄        | ìɲɔ́ːnɛ̃̄        | jã̀ná           | ɛ̀ɲã́ːjɛ́                       |
| demander       | àdárɪ́jâ           | sʊ́lɛ́jâ          | ǎpĩ̀nábú          | ìjɔ́ːnã̄         | ìjɔ̂ːn         | pìːná          | ɛ̀jáːjɛ̀                       |
| répondre       | áɟàːbíjâ          | ǎbɔ̀ɣɔ̀lɪ́jāː      | màlōtàlábú       | ìtúɣóːna       | ìtugôːn       | kpìsíēpjèlá    | ɛ̀tʊ́ɣâːjɛ́                     |
| sauce          | jàːsì             | jáːsɪ́           | jàːsí            | jáːsé          | jáːsé         | jàzɛ́           | lásɛ́nɪ́                       |
| lièvre         | wɔ̃̀ːmã̀             | wɔ̃̄mã́ː           | wõ̀má             | sã̀ŋpíjá        | sã̀ŋgã̀ŋgónĩ́ː   | sẽ̀pjá          | nzǎːnàmpé                    |
| grand Dieu     | ʔɔ́lɔ́kɔ́pjáː        | ʔɔ́lɔ́kɔ̀          | ōlɔ̀gɔ́pjá         | kènú           | kjèní         | sōgòná         | síwàlwàlɛ́                    |
| sauter         | rien              | rien            | ǎfrwábú          | ìkpísíjògàːná  | ìkpísíwògónó  | ēkpìsíwōgàná   | rien                         |